# 国鉄ED41形電気機関車

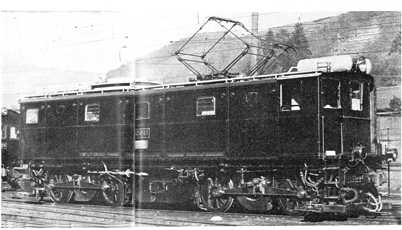
ED41形、1927年

ED41形は、1926年（大正15年）に、日本国有鉄道（国鉄）の前身である鉄道省が輸入したラックレールを使用するアプト式直流用電気機関車である。(写真:日高冬比古の電気機関車発達史5)

## 概要
信越本線のアプト式区間である横川 - 軽井沢間（碓氷峠）用の電気機関車で、1926年に2両がスイスのブラウン・ボベリ社(Brown Boveri、電機部分)・スイス・ロコモティブ・アンド・マシン・ワークス(SLM、機械部分)で製造された。アプト式鉄道電気機関車の出力増強を目論み、プロトタイプとして輸入したもので、本形の使用実績に基づき、ED42形が量産されることになる。
製造時の形式番号は、10040形（10040, 10041）であったが、1928年（昭和3年）10月の車両形式称号規程改正により、ED41形（ED411, ED412）に改番された。
車体は箱形で、前位側運転室の前面は3面折妻、後位側は切妻となっており、前位側にはデッキが設けられている。中央部やや前よりの屋根上に停車場内で使用するパンタグラフを1基搭載しており、屋根上に搭載された空気タンクが特徴的である。本線上では第三軌条から集電するため、集電靴が片側2か所に設備されている。また、運転台は坂下の横川寄りにのみ設けられた片運転台型である。電動機は1時間定格200kWで、動輪用に2基、歯車用に1基の計3基が搭載されている。ラック台車（歯車用台車）は車体中央部に設けられ、動輪の第2軸、第3軸に荷重を分担して負担させるようになっている。走行用台車はボギー式となり、各台車に電動機1基が装架され、動力はジャック軸から連結棒で各動輪に伝達される。ED40形ではピニオン引張力と粘着引張力の比が1:1であったが、本形式では1:2として粘着による引張力を最大限利用することでピニオンやラックレールの磨耗を防いでいる。また、ピニオン駆動用の電動機軸には最大起動トルクの1.5倍にセットした摩擦継手を設け、動輪の空転やラックレールに石を噛み込んだ際などにも電動機に過大電流が流れたり、ピニオンが破損しないよう考慮されている。
一貫して横川機関区に配置され、信越本線の横川 - 軽井沢間で使用されたが、老朽化により1951年（昭和26年）に2両とも廃車解体された。保存機はない。

## 主要諸元
※カッコ内はラックレール使用時のデータ。
- 全長：12,800 mm
- 全幅：2,950 mm（集電靴を含めた全幅）
- 全高：3,885 mm
- 運転整備重量：59.85 t
- 電気方式：直流600 V （第三軌条方式、架空電車線方式併用）
- 軸配置：B-b-B
- 台車形式：―
- 主電動機：MT21形×3基
- 歯車比（動輪）：19:94(1:4.95)
- 歯車比（歯輪）：59:109×28:56(1:3.70)
- 1時間定格出力：525 kW
- 1時間定格引張力：11,800 kg (14,600 kg)
- 動力伝達方式：歯車1段減速、連結棒式（歯車2段減速式）
- 制御方式：非重連、抵抗制御、2段組み合わせ制御、弱め界磁制御
- 制御装置：電動カム軸接触器、電磁空気カム軸接触器併用
- ブレーキ方式：EL14B空気ブレーキ、電気ブレーキ、手用動輪用ブレーキ、手用ラック歯車用帯ブレーキ、空気式ラック電動機用帯ブレーキ
- 最高運転速度：